# Petra Újhelyi
Petra Újhelyi (Nagykörös, 17 dicembre 1980) è un'ex cestista ungherese, professionista nella WNBA.

## Carriera
È stata selezionata dalle Phoenix Mercury al secondo giro del Draft WNBA 2003 (16ª scelta assoluta).
Con l'Ungheria ha disputato due edizioni dei Campionati europei (2001, 2009).